# جيم ويتاكر
جيم ويتاكر (بالإنجليزية: Jim Whittaker)‏ هو متسلق جبال وكاتب سيناريو أمريكي، ولد في 10 فبراير 1929 في سياتل في الولايات المتحدة.

## وصلات خارجية
- جيم ويتاكر على موقع IMDb (الإنجليزية)